# Stazione di Milano Rogoredo
Stazione di Milano Rogoredo vasútállomás Olaszországban, Lombardia régióban, Milánó településen.

## Vasútvonalak
Az állomást az alábbi vasútvonalak érintik:
- Milánó–Bologna-vasútvonal
- Milánó–Genova-vasútvonal
- Milánó belt-vasútvonal
- Milánó Passante-vasútvonal

## Kapcsolódó állomások
A vasútállomáshoz az alábbi állomások vannak a legközelebb:
- Stazione di Milano Lambrate (Milánó belt-vasútvonal)
- Stazione di Reggio Emilia AV Mediopadana (Milánó–Bologna nagysebességű vasútvonal)
- Stazione di Milano Porta Vittoria (Milánó Passante-vasútvonal)
- Stazione di San Donato Milanese (Milánó–Bologna-vasútvonal)
- Stazione di Milano Centrale (1864)
- Chiaravalle Milanese railway halt (Milánó–Genova-vasútvonal)
- Stazione di Milano Porta Romana (Milan southern belt railway)
- Stazione di Milano Porta Vittoria (1911)